# Gösta Ekman
Frans Gösta Viktor Ekman (28. december 1890 i Stockholm – 12. januar 1938 i Stockholm), var en svensk skuespiller og teaterdirektør.
Ekman spillede en af hovedrollerne i Klovnen fra 1926, instrueret af A.W. Sandberg.
Han var far til skuespilleren, filminstruktøren og manuskriptforfatteren Hasse Ekman og farfar til den yngre Gösta Ekman.

## Udvalgt filmografi
- 1936 – Intermezzo
- 1936 – Kungen kommer
- 1935 – Swedenhielms
- 1934 – København, Kalundborg og - ?
- 1933 – Kanske en diktare
- 1933 – Kära släkten
- 1933 – Två man om en änka
- 1930 – Mach' mir die Welt zum Paradies
- 1930 – För hennes skull
- 1928 – Gustaf Wasa
- 1928 – Revolutionschochzeit
- 1927 – En perfekt gentleman
- 1926 – Klovnen
- 1926 – Faust
- 1925 – Karl XII (film)
- 1922 – Vem dömer
- 1920 – Gyurkovicsarna
- 1918 – Mästerkatten i stövlar

## Udvalgt teater
- 1936 – Vildanden Henrik Ibsen (roll: Hjalmar Ekdal)
- 1935 – En förtjusande fröken Ralph Benatzky (roll: Felix Munck)
- 1935 – Köpmannen i Venedig William Shakespeare (roll: Shylock)
- 1935 – Fedja (Det levende liket) Lev Tolstoj (titelrollen)
- 1934 – Bödeln Pär Lagerkvist (titelrollen)
- 1934 – Peer Gynt Henrik Ibsen (titelrollen)
- 1934 – Hamlet William Shakespeare (titelrollen)
- 1932 – Kanske en diktare Ragnar Josephson (roll: Filip)
- 1932 – Min syster och jag (roll: Victor Filosel)
- 1932 – Värdshuset Vita Hästen (roll: Leopold)
- 1931 – Den glade enke Franz Lehár (roll: Greve Danilo)
- 1928 – Broadway George Abbott (roll: Roy Lane)
- 1928 – Patrasket Hjalmar Bergman (roll: Joe Meng)
- 1927 – Så tuktas en argbigga William Shakespeare (roll: Petruchio)
- 1927 – Candida George Bernard Shaw (roll: Marchbanks)
- 1926 – Han som får örfilarna Leonid Andreyev (roll: Han)
- 1924 – Graven under Triumfbågen Paul Raynal (roll: Soldaten)
- 1923 – Gösta Berlings saga Selma Lagerlöf (titelrollen)
- 1922 – Gustav Vasa August Strindberg (roll: Erik XIV)
- 1921 – Gröna hissen Avery Hopwood (roll: Billy)
- 1919 – Romeo og Julie William Shakespeare (roll: Romeo)
- 1917 – Gamla Heidelberg W. Meyer-Förster (roll: Karl-Hinke)
- 1915 – Lykke-Pers rejse August Strindberg (titelrollen)
- 1914 – Svanevit August Strindberg (roll: prinsen)
- 1913 – Halvblod (roll: Harry Clinton Gilbert)
- 1911 – Bröllopet på Ulfåsa Frans Hedberg (roll: Bengt Lagman)